# Martuni (Gegharkunik)
Martuni (in armeno Մարտունի?, dal 1830 al 1922 Karanlug, Nerkin Karanlukh o Nerkin Gharanlugh) è una città dell'Armenia di 11 969 abitanti (2009) della provincia di Gegharkunik.
Antica capitale della provincia di Gegharkunik, Martuni si trova vicino al lago Sevan, grande lago del Caucaso. Nei tempi antichi era nota come Mets Kznut, ma dal 1830 al 1922 venne chiamata Nerkin Gharanlugh e dal 1926 Martuni in onore del primo premier sovietico dell'Armenia, Aleksandr Myasnikyan, il cui nome di battaglia era "Martuni". Martuni ha una chiesa chiamata "Chiesa Astvatsatsin", costruita nel 1886. Vi è anche un forte dell'età del ferro, scoperto nel 1997 da un gruppo archeologico armeno-italiano.